# Herzigel
Herzigel (Spatangoida), auch Herzseeigel, gehören zu den Seeigeln, sind aber selten zu sehen, da sie im Sand vergraben im Meeresgrund leben. Nur eine von ihnen geschaffene, rohrartige Öffnung nach oben ermöglicht den Wasseraustausch. Die Herzigel sind haarähnlich mit feinen, gebogenen Stacheln überdeckt, welche einen Hohlraum im Sediment schaffen, der sich dadurch mit Wasser füllen kann.

## Merkmale
Herzigel sind bilateral symmetrisch und haben einen meist herzförmigen, zumindest aber ovalen Umriss. Einige Arten sind auch langgestreckt. Ihre Oberseite ist aber, im Unterschied zu den Sanddollars, immer hoch gewölbt. Die Schale ist dünn, die Stacheln haarähnlich und gebogen. Der Mund liegt am Vorderrand, der Anus entweder am hinteren Rand oder auf der Oralseite. Der Kauapparat mit Kiefern und Zähnen wird nur in der Jugend angelegt und später zurückgebildet. Auch die Gonaden sind auf vier, manchmal auch drei oder zwei reduziert. Herzigel haben verschiedene Arten von Ambulakralfüßchen.

## Lebensweise
Wie die Sanddollars leben die Herzigel in den Bodengrund eingegraben, dringen aber tiefer in den Boden ein (bis 20 Zentimeter). Tief lebende Arten halten durch ein beim Eingraben durch Schleim gebildetes Atemrohr Verbindung zur Sandoberfläche.

## Systematik
Herzigel gehören der Klasse der Seeigel (Echinoidea) an. Es gibt über 100 Arten. Als unregelmäßige Seeigel (Irregularia) sind Herzseeigel der Überordnung Atelostomata zugeteilt.
- Unterordnung Asterostomatina
  - Familie Asterostomatidae

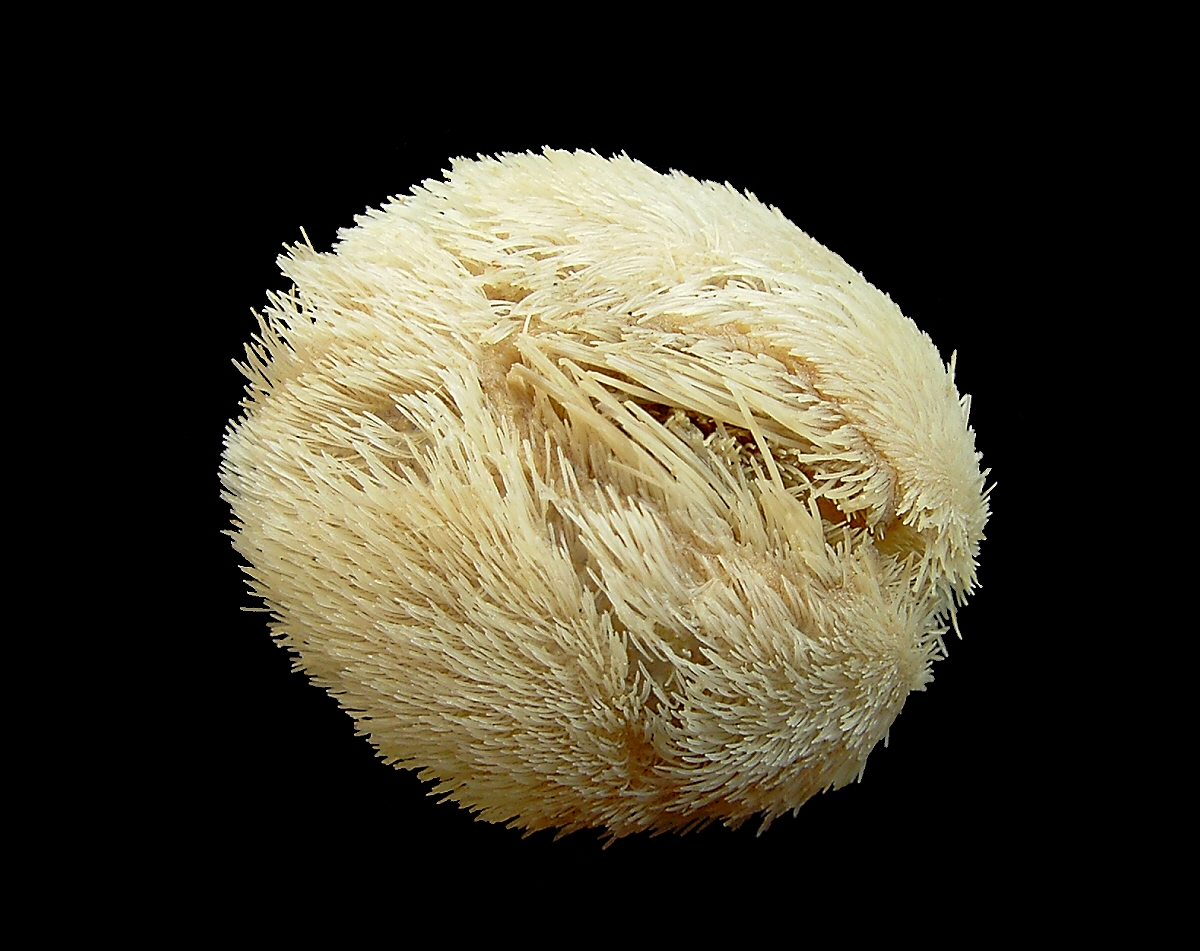
Echinocardium cordatum

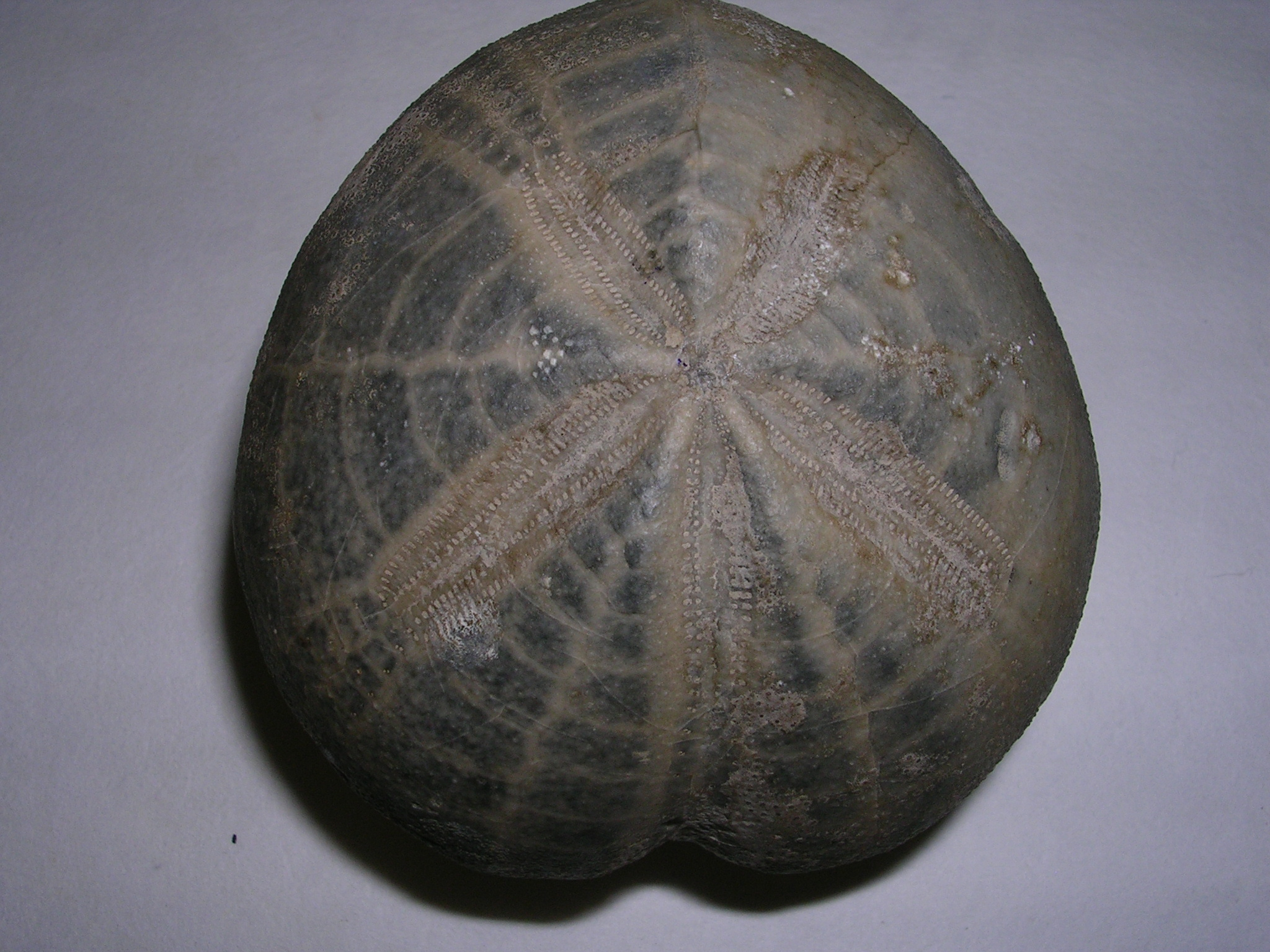
Fossil von Micraster coranguinum

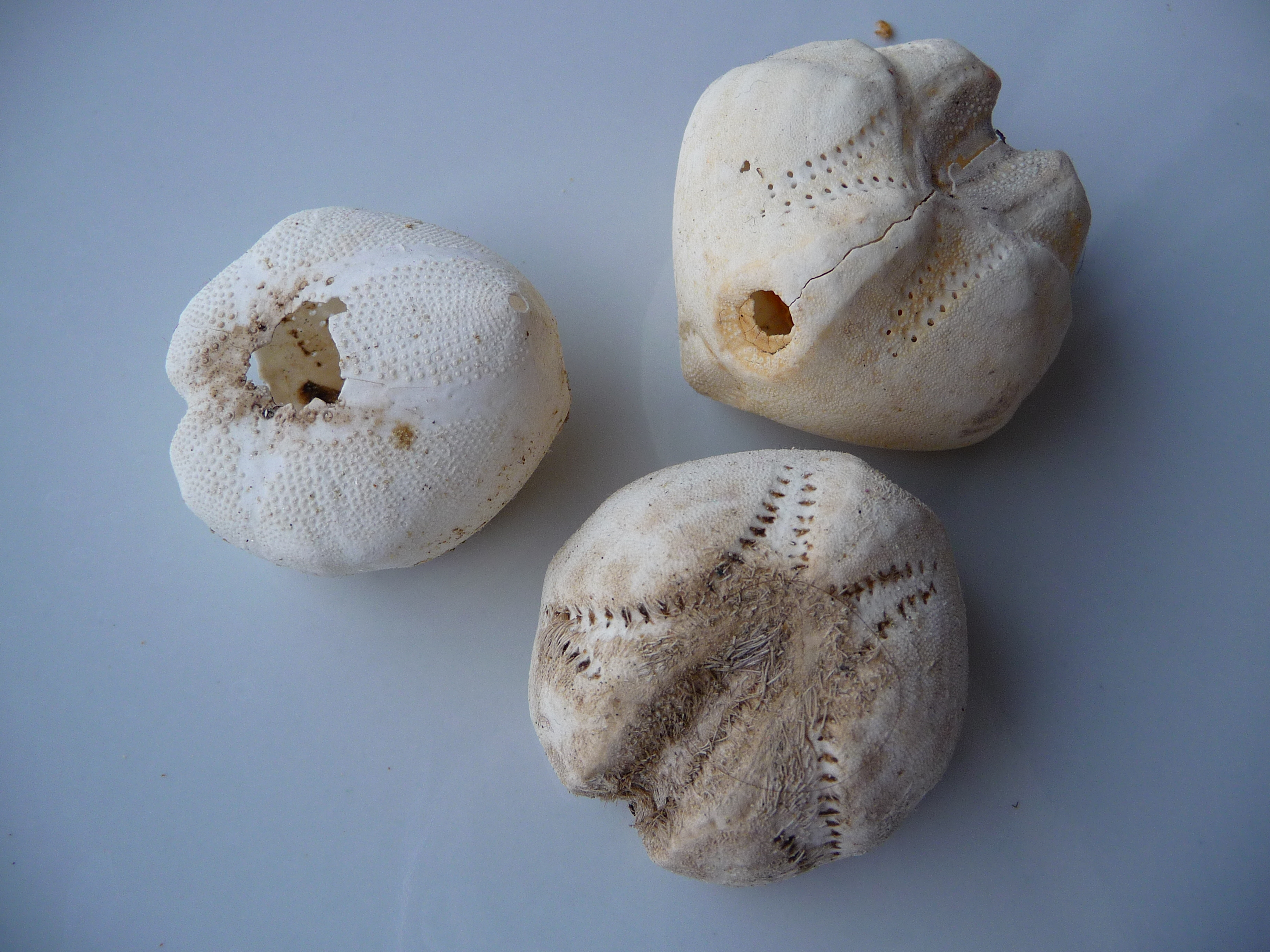
Skelette von Herzigeln

- Unterordnung Hemiasterina  A. G. Fischer, 1966
  - Familie Aeropsidae
  - Familie Hemiasteridae  Clark, 1876
  - Familie Palaeostomatidae
  - Familie Pericosmidae
  - Familie Schizasteridae  Lambert, 1905
- Unterordnung Micrasterina  A. G. Fischer, 1966
  - Familie Brissidae  Gray, 1855
  - Familie Loveniidae  Lambert, 1905
  - Familie Spatangidae  Gray, 1825
- Unterordnung Toxasterina
  - Familie Toxasteridae